# Indigofera confusa
Indigofera confusa là một loài thực vật có hoa trong họ Đậu. Loài này được Prain & Baker f. miêu tả khoa học đầu tiên.